# فیلیپ فیلول
فیلیپ فیلول (انگلیسی: Philip Filleul; ۱۵ ژوئیهٔ ۱۸۸۵ – ۲۹ ژوئیهٔ ۱۹۷۴) قایقران روئینگ اهل بریتانیا بود.